# Андрета
Андрѐта (на италиански: Andretta) е село и община в Южна Италия, провинция Авелино, регион Кампания. Разположено е на 850 m надморска височина. Населението на общината е 2076 души (към 2010 г.).